# Tadpole
Tadpole (prt: Tadpole - Precocemente Apaixonado; bra: Um Jovem Sedutor) é um filme estadunidense de comédia romântica dirigido por Gary Winick, escrito por Heather McGowan e Niels Mueller, e estrelado por Sigourney Weaver, Bebe Neuwirth, Aaron Stanford, John Ritter, Robert Iler, e Kate Mara.

## Sinopse
Mulheres bonitas e sofisticadas estão por toda parte para Oscar Grubman. Ele é sensível e compassivo, fala francês fluentemente, é apaixonado por Voltaire, e acha que a característica que mais fala sobre uma mulher são suas mãos. No trem da Academia Chauncey para o fim de semana de Ação de Graças, Oscar confidencia ao seu melhor amigo que ele tem planos para estas férias - ele vai ganhar o coração de seu verdadeiro amor. Mas há um grande problema: o verdadeiro amor de Oscar é sua madrasta Eva. Oscar está certo de que ele poderia ser um companheiro melhor para Eve do que seu pai obcecado pelo trabalho. Ele não consegue conquistar o coração de Eva e, consequentemente, é abatido. O caminho de Oscar para seu verdadeiro amor é ainda mais atravessado por Diane, a melhor amiga de Eva que, uma noite usando o cachecol perfumado emprestado de Eva, oferece-lhe conforto temporário em um encontro não convencional. Para Diane, Oscar preenche um vazio em sua vida. Para Oscar, Diane é um pouco de distração, como sua perseguição contínua de Eva leva a uma resolução inesperada.[carece de fontes?]

## Elenco
- Aaron Stanford como Oscar Grubman
- Sigourney Weaver como Eve Grubman
- John Ritter como Stanley Grubman
- Bebe Neuwirth como Diane Lodder
- Robert Iler como Charlie
- Kate Mara como Miranda Spear
- Adam LeFevre como Phil
- Peter Appel como Jimmy, o Porteiro
- Ron Rifkin como Professor Tisch
- Alicia Van Couvering como Daphe Tisch
- Paul Bulter como Professor Sherman
- Hope Chernov como Samantha Steadman
- John Feltch como Bob Spear

## Produção
Os direitos do filme foram adquiridos pela Miramax em janeiro de 2002.

## Recepção

### Resposta crítica
Tadpole recebeu críticas positivas. Com base em 107 críticas coletadas pelo Rotten Tomatoes, 78% dos críticos deram ao filme uma crítica positiva.

### Bilheteria
Com um orçamento de US$150,000, o filme fez US$3,200,241 em todo o mundo; de US$2,891,288 na América do Norte e US$308,953 em outros territórios. O filme estreou com US$80,682 em seu fim de semana de estreia (19/7 a 21) e arrecadou 34% (US$273,373) no segundo fim de semana.

## Trilha sonora
As seguintes canções foram incluídas no filme.
- Charles Trenet - "Ménilmontant"
- John M. Davis - "The Revenger's Waltz"
- Adam Cohen - "She"
- Micheline Van Hautem (nl:Mich Van Hautem) - "Deux fois"
- Naresh Solal - "Moonlit Temple"
- King Lear Jet - "Ammo"
- The Creatures of the Golden Dawn - "Hemlock Row"
- John M. Davis - "Waltz in C-sharp minor, Op. 64, No. 2 (Chopin)"
- John M. Davis - "Waltz in A minor, Op. 34, No. 2"
- John M. Davis - "Nocturne in E-flat major, Op. 9, No. 2"
- Everything but the Girl - "The Only Living Boy in New York"
- David Bowie - "Changes"
- Adam Cohen - "Couche-moi sur tes lèvres"